# Michel Chandeigne
Michel Chandeigne (La Clayette, Saône-et-Loire, 1957) é um autor, conferencista, editor, livreiro e tradutor independente, especialista na circum-navegação de Fernão de Magalhães e Juan Sebastián Elcano. Nas suas publicações sobre matérias referentes ao mundo lusófono utiliza o pseudónimo Xavier de Castro.

## Biografia
Michel Chandeigne formou-se como biólogo e tipógrafo, mas dedicou-se à história e à cultura. A sua área de especialização abrange o mundo lusófono (cultura, história, literatura, poesia) a expansão marítima de Portugal nos séculos XVI e XVII, a cartografia da Renascença bem como a região do Ártico (história de Spitzbergen e Gronelândia).
A sua vocação de agrónomo começou com um encontro decisivo com o ecologista René Dumont em 1974, que levou Michel Chandeigne optar por estudar biologia, visando depois especializar-se em ciências agrárias. Acabou por optar pela carreira de professor de Biologia no ensino secundário.
Formado ao mesmo tempo por René Jeanne em tipografia, dirigido por Raymond Gid imprimiu o seu primeiro livro em 1981, pelo qual foi galardoado com o prémio da associação Guy Lévis Mano, em 1983, pela sua edição bilingue de um poema de Parménides.
De 1982 a 1984, foi nomeado professor de biologia no Lycée français Charles Lepierre de Lisboa.
No seu regresso a França, em junho de 1984, instalou o seu estúdio em La Clayette e começou a imprimir, iniciando uma duradoura colaboração com Dominique Fourcade. É então que se concentra nos tipos de carácteres criados por Hermann Zapf (Optima, Renaissance Antiqua), escolha que se tornará uma das suas marcas artíticas.
Em 1986, Michel Chandeigne instalou a sua oficina no número 10 da Rua Tournefort (Paris), criando no mesmo local a Librairie Portugaise et Brésilienne (Livraria Portuguesa e Brasileira).
Até 1998 aí publicou cerca de cinquenta obras tipográficas, entre as quais Les œuvres complètes de Sappho, mas também textos contemporâneos como os de Dominique Fourcade (por vezes com contribuições do pintor Pierre Buraglio), Marcel Cohen, Pascal Quignard ou mesmo Bernard Collin, bem como numerosas traduções (Wallace Stevens e Paul Celan, entre outros).
Em 1992, fundou a editora independente Chandeigne (160 títulos em 2013), com Anne Lima, quem assume a direção da empresa.
Em 2012, a Librairie Portugaise et Brésilienne, hoje única em França, e uma das poucas na Europa a dedicar-se à literatura lusófona, mudou-se para perto do Panthéon (Paris), na place de l'Estrapade, com mais exatidão para os númeris 19-21 da rue des Fossés-Saint-Jacques.
A partir de 1992, Michel Chandeigne passou a fazer aparições regulares na rádio (especialmente no programa Panorama da France Culture), em bibliotecas (apresentações e leituras de poesia portuguesa), iniciando depois uma atividade regular de conferencista, especialmente a partir de 2000.
Paralelamente, dirigiu a edição de vários livros publicados pela editora Autrement e publicou cerca de quarenta traduções do português. Em 1998, Michel Chandeigne recebeu o Prémio Nelly Sachs de Tradução Literária pelo seu trabalho de tradutor, por ocasião da publicação de duas traduções (do português) das colectâneas de poesia La condescendance de l'être, de Nuno Júdice, e Le cycle du cheval, de António Ramos Rosa.
Nesse mesmo ano, ganhou também o prémio Calouste Gulbenkian para a tradução de poesia portuguesa com várias editoras (Éditions Gallimard, Christian Bourgois éditeur, as Éditions de la Différence, L’Escampette, Lettres Vives).
Sob o pseudónimo de Xavier de Castro, Michel Chandeigne também produziu uma dúzia de livros para a editora Chandeigne, na coleção Magellane (Magalhães), a qual se tornou uma coleção de referência sobre a história da exploração europeia pelo mundo do século XV ao século XVIII, com cerca de 52 títulos publicados em 2020.
Em 2007, em colaboração com a tradutora Jocelyne Hamon, o historiador português Luís Filipe Thomaz e a antropóloga e historiadora Carmen Bernand (prefácio), escreveu uma obra em dois volumes intitulada Le voyage de Magellan (1519-1522). La relation d’Antonio Pigafetta et autres témoignages, que ganhou dois prémios em 2008 (Grand Prix Spécial du Livre Corderie Royale – Hermione e o Prix du Cercle de la Mer). Este livro foi um marco na medida em que, pela primeira vez, para além de 1 000 páginas, todas as provas diretas (relatos, cartas e depoimentos) relativas à viagem de Magalhães-Elcano foram reunidas, comparadas e analisadas.
Aclamado pela crítica aquando da sua publicação em 2007, nomeadamente por Simon Leys no Figaro littéraire, que o descreveu como obra-prima editorial e trabalho monumental, capaz de fornecer informações ricas, completas, rigorosas e fascinantes (o mesmo artigo também foi publicado em inglês na revista literária e política australiana The Monthly), esta edição é atualmente considerada como a referência sobre o assunto.
Em 2011 (e novamente em 2019 para a segunda edição revista), Michel Chandeigne publicou Idées reçues sur les grandes découvertes (siècles XVe et XVIe). Em 2012, o historiador Christophe Naudin considerou-o uma leitura absolutamente essencial.
Em 2022, participou no documentário em quatro partes de François de Riberolles transmitido pela Arte e Arte.tv intitulado L'incroyable périple de Magellan.

## Obras
A suas principais obras são:
- Idées reçues sur les Grandes Découvertes : siècles XVe et XVIe (2019, 2.ª edição, com Jean-Paul Duviols)
- Le voyage de Magellan (1519-1522) – La relation d’Antonio Pigafetta et autres témoignages (2010, 2.ª edição, sob o pseudónimo Xavier de Castro, com Jocelyne Hamon e Luís Filipe Thomaz)
- Anthologie de la poésie portugaise contemporaine (1935-2000) (2003, como tradutor e editor científico[37])